# Muză (mitologie)

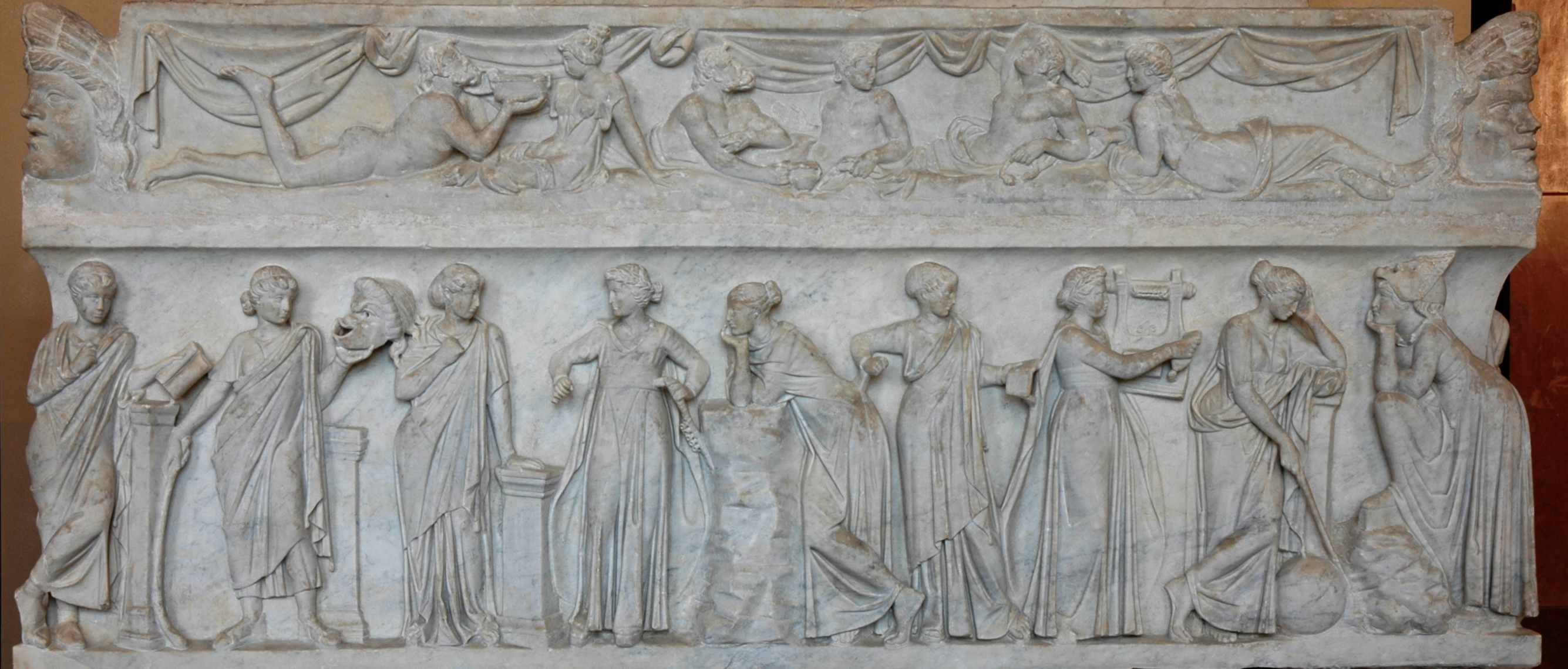
Cele nouă muze, basorelief de pe un sarcofag roman.

În mitologia greacă, muzele (în greacă veche Μουσαι, Moûsai, în latină Musa la singular, Musae la plural) erau cele nouă fiice ale lui Zeus și ale Mnemosynei, considerate drept inspiratoare ale muzicii, ale dansului, ale poeziei și patroanele artelor în general.

## Mitologie

### Mitul antic
Autorii antici și imitatorii lor invocă muzele atunci când scriu poezie, imnuri sau istorie epică. Invocarea are loc aproape de începutul operei lor. Autorii cer ajutor sau inspirație de la muze sau pur și simplu o invită pe muză să cânte direct prin autor.
Muzele au apărut în Teogonia datorată poetului grec Hesiod. Ele fac obiectul unui prolog care este dedicat întâlnirii lor cu poetul pe muntele Helicon. În acest prolog, Hesiod, venit să-și pască turma pe muntele Helicon, ar fi zărit muzele în timpul ritualurilor lor sacre. În acel moment ele l-ar fi dotat pe Hesiod cu calitatea sa de poet și l-ar fi însărcinat să îndeplinească o misiune sacră: aceea de a spune povestea lor și pe aceea a zeilor olimpieni.
În Odiseea, Homer invocă o muză, fără îndoială pe Calliope, sau poate pe Erato, pentru a povesti reîntoarcerea lui Ulise în Ithaca, după sfârșitul Războiului Troiei:
«O, Muză, cântă-mi mie pe bărbatul

Viteaz și iscusit, care-ntr-o vreme,

Când el cu măiestria lui făcuse

Pustiu din ziduri sfinte de la Troia,

Nemernici amar de ani pe lume

Și cunoscu pe drumul lui tot felul

De oameni, de orașe și de datini,

[...]

Din toate aceste spune-ne și nouă

De undeva, tu fiică a lui Joe.»
Dar în Iliada, unde Homer narează un episod din Războiul Troiei, poetul invocă o zeiță:
«Cântă, zeiță, mânia ce-aprinse pe-Ahil Peleianul,

Patima crudă ce-aheilor mii de amaruri aduse:

Suflete multe viteze trimise pe lumea cealaltă,

Trupul făcându-le hrană la câni și la feluri de pasări

[...].» Este de subliniat faptul că deși poetul cunoștea cuvântul grec vechi Μοῦσα, el a folosit aici cuvântul zeiță.  
Homer are și un imn cu titlul Către Muze, cu unele versuri împrumutate din Theogonia lui Hesiod.
La origine (potrivit lui Pausanias), ele erau trei: Aedea („cântul”, „vocea”), Meletea („meditația”) și Mneme („memoria”). Împreună, ele reprezintă premisele artei poetice din practica cultului.
La Delphi, ele purtau numele celor trei coarde ale unei lire: Acuta („Nete”), Mediana („Mese”) și Grava („Hypate”).
Cicero în De natura deorum („Despre natura zeilor”) enumeră patru: Thelxinoe („care atinge inima / sufletul”), Aedea („cântul”), Arche („începutul”) și Meletea („reflecția”).
Tradiția le atribuia două reședințe: una pe muntele Parnas, cealaltă pe Helicon.   
Platon (în Ion) în jurul anului 401 î.Hr., apoi neoplatoniștii au făcut din cele nouă muze mediatoare între zeu și poet sau orice creator intelectual, conform concepției de artă conform căreia poetul este posedat, pătruns de zeu. De la epoca presocratică până la epoca clasică, atributele lor au evoluat.
Vergilius cere și el ajutor de la muză atât la începutul Eneidei, cât și la începutul fiecărei secțiuni mai importante ale epopeii:
«Muză, vestește-mi temeiul, din care călcare-a poruncii

Astfel de multe dureri s-ascundă vrăjmașa regină

Celui mai vrednic bărbat, amaruri atâtea gătindu-i?»

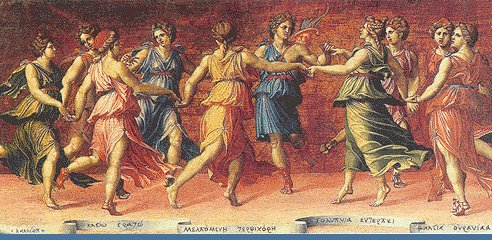
Cele nouă muze, dansând cu Apollo.

Cele nouă muze surori erau următoarele:
| Numele obișnuit | Rădăcină                                                                      | Domeniu                        |
| --------------- | ----------------------------------------------------------------------------- | ------------------------------ |
| Calliope        | greacă veche Καλλιόπη, transliterat: Kalliópê, „care are o voce frumoasă”     | poezie epică                   |
| Clio            | greacă veche Κλειώ, transliterat: Kleiố, „care este celebră”                  | istorie                        |
| Erato           | greacă veche Ἐρατώ, transliterat: Eratố, „amabila”                            | poezie lirică și erotică       |
| Euterpe         | greacă veche Εὐτέρπη, transliterat: Eutérpê, „foarte înveselitoarea”          | muzică                         |
| Melpomene       | greacă veche Μελπομένη, transliterat: Melpoménê, „cântăreața”                 | tragedie și cântare            |
| Polimnia        | greacă veche Πολυμνία, transliterat: Polumnía, „cea care spune multe imnuri”  | retorică, elocvență (elocință) |
| Terpsihora      | greacă veche Τερψιχόρη, transliterat: Terpsikhórê, „dansatoarea care farmecă” | dans                           |
| Thalia          | greacă veche Θάλεια, transliterat: Tháleia, „înfloritoarea, abundenta”        | comedie                        |
| Urania          | greacă veche Οὐρανία, transliterat: Ouranía, „cereasca”                       | astronomie                     |

Muzele sunt uneori asimilate, în mod abuziv, Pieridelor, cu referire la Pieria, o regiune din Tracia, de unde erau ele originare.
Contrar unei credințe răspândite, nu există nicio legătură directă între muzele din mitologia greacă și definiția artelor zise tradiționale. Astfel, filosoful german Hegel, în lucrarea sa Estetica, nu enumeră decât cinci: arhitectura, sculptura, pictura, muzica și poezia.
Muzele îi desfătau pe zeii Olimpului cu cântecele lor, la diferite festivități. Au participat, de pildă, în această calitate, la nunta Harmoniei cu Cadmus și la cea a lui Thetys cu Peleus. 
Poeții Homer, Hesiod și Pindar afirmau că muzele erau atotștiutoare, datorită simbolului mamei lor Mnemosyne, zeița memoriei.

## Atribute

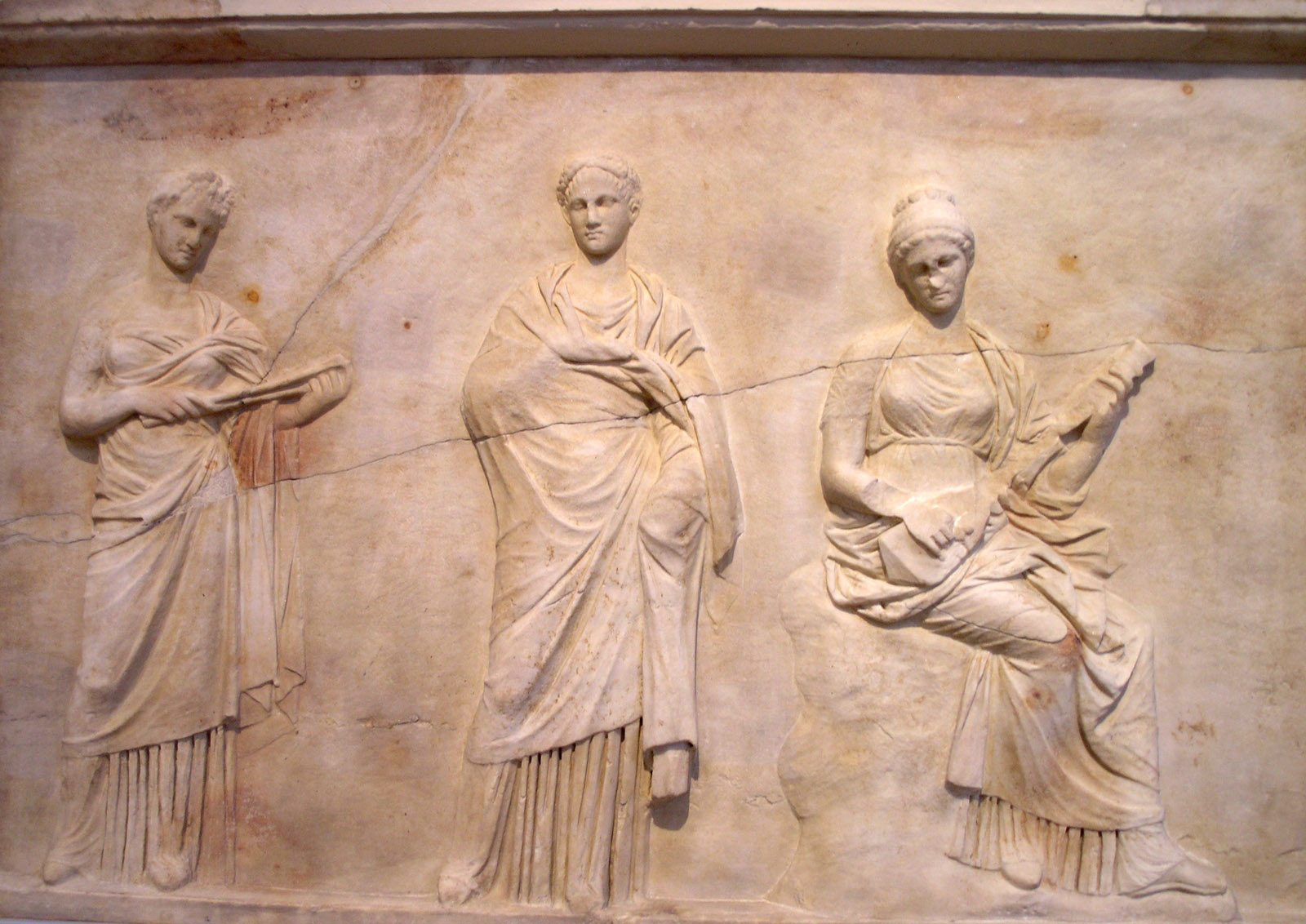
Trei muze pe un basorelief din Mantinea atribuit atelierului lui Praxiteles, secolul al IV-lea î.Hr.

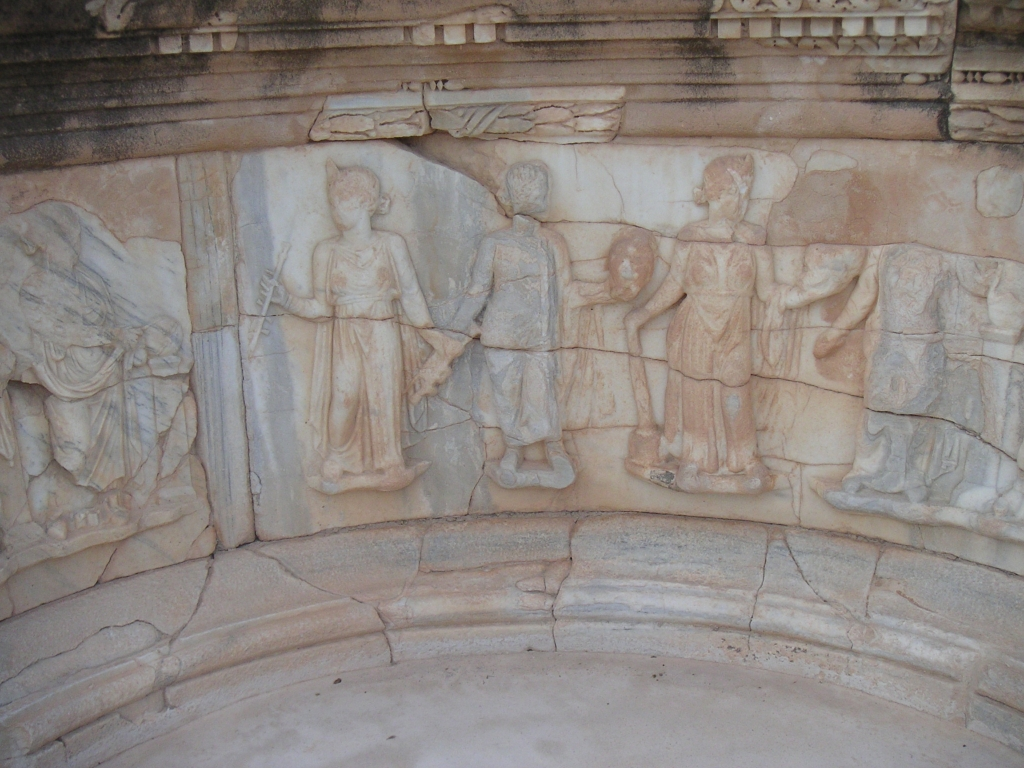
Muzele, basorelief din pulpitum din teatrul antic din Sabratha.

Muzele sunt ușor identificabile în artă, îndeosebi când sunt în număr de nouă și însoțite de Apollo. Totodată, diferitele lor atribute permit și ele să fie recunoscute în reprezentări izolate. 
- Calliope: coroană de aur, carte, tăbliță și stil, trompetă, ghirlande, poem epic;
- Clio: cunună de laur, lebădă, carte intitulată Tucidide[11] sau pergament, tăbliță și stil, uneori trompetă,[12] alteori glob terestru, chitară și un plectru.
- Erato: cunună de mirt și de trandafir, tamburină, liră, violă, lebădă, arcuș, turturică;
- Euterpe: fluier simplu sau aulos, oboi dublu, și un alt instrument muzical (trompetă), cunună de flori, lebădă;
- Melpomene: corn, cunună de ramuri de viță de vie, spadă, mască tragică, sceptru la picioarele sale, încălțată cu un coturn, pumnal însângerat;
- Polimnia: cunună de perle, de flori sau de pietre prețioase, orgă, culoare albă, sceptru, rulou pe care este scris cuvântul latin suadere, „a convinge”;[11]
- Terpsihora: cunună de ghirlandă, instrument muzical cu coarde (violă, liră, harfă, de exemplu);
- Thalia: cunună de iederă, instrument muzical (adesea violă), mască comică, rulou, încălțată cu ghete ? / cizme ?, goarnă sau portavoce;
- Urania: rochie azurie, busolă, cunună de stele, glob[13], instrumente de matematică.[11]

## Posteritate în Antichitate
Poetesa greacă Sappho din Lesbos, care a trăit în secolul al VI-lea î.Hr., a fost supranumită „a zecea muză”, într-o epigramă anonimă (atribuită pe nedrept lui Platon).
În mitologia romană muzele purtau numele de Camene.